# 31028 Cerulli
31028 Cerulli è un asteroide della fascia principale. Scoperto nel 1996, presenta un'orbita caratterizzata da un semiasse maggiore pari a 2,2070980 UA e da un'eccentricità di 0,1374794, inclinata di 3,67692° rispetto all'eclittica.
L'asteroide è dedicato all'astronomo italiano Vincenzo Cerulli.